# Agraecina lineata
Espèce
Synonymes
- Agroeca lineata Simon, 1878
- Clubiona albicans Bösenberg, 1902

Agraecina lineata est une espèce d'araignées aranéomorphes de la famille des Liocranidae.

## Distribution
Cette espèce se rencontre du bassin méditerranéen au Kazakhstan.

## Description
La carapace du mâle holotype mesure 2,3 mm de long sur 1,7 mm et l'abdomen 3,5 mm de long sur 2,4 mm.
Les mâles mesurent de 4,4 à 6,0 mm et la femelle 8,0 mm.

## Systématique et taxinomie
Cette espèce a été décrite sous le protonyme Agroeca lineata par Simon en 1878. Elle est placée dans le genre Agraecina par Simon en 1932.
Clubiona albicans a été placée en synonymie par Simon en 1932.

## Publication originale
- Simon, 1878 : Les arachnides de France. Paris, vol. 4, p. 1-334 (texte intégral).